# Belgische kampioenschappen atletiek 1978
De Belgische kampioenschappen atletiek 1978 Alle Categorieën vonden voor zowel de mannen als de vrouwen op 4-6 augustus in Brussel.

## Uitslagen
| Atleet             | Prestatie | Onderdeel            | Atlete                | Prestatie |
| ------------------ | --------- | -------------------- | --------------------- | --------- |
| Ronald Desruelles  | 10,48 s   | 100 m                | Katrien Hoerée        | 12,13 s   |
| Renno Roelandt     | 20,96 s   | 200 m                | Katrien Hoerée        | 24,22 s   |
| Fons Brydenbach    | 45,59 s   | 400 m                | Rosine Wallez         | 54,43 s   |
| Guy Tondeur        | 1.52,1    | 800 m                | Anne-Marie Van Nuffel | 2.06,9    |
| Marc Nevens        | 3.44,2    | 1500 m               | Anne-Marie Van Nuffel | 4.20,2    |
| -                  | -         | 3000 m               | Danielle Justin       | 9.25,2    |
| Leon Schots        | 13.31,5   | 5000 m               | -                     | -         |
| Leon Schots        | 28.13,5   | 10.000 m             | -                     | -         |
| -                  | -         | 100 m horden         | Lea Alaerts           | 13,67 s   |
| Yves Lahaye        | 14,4 s    | 110 m horden         | -                     | -         |
| Patrick Himschoot  | 53,39 s   | 400 m horden         | Lea Alaerts           | 56,71 s   |
| Paul Thijs         | 8.34,3    | 3000 m steeple       | -                     | -         |
| Guy Moreau         | 2,17 m    | hoogspringen         | Anne-Marie Pira       | 1,74 m    |
| Patrick Desruelles | 5,30 m    | polsstokhoogspringen | -                     | -         |
| Ronald Desruelles  | 7,57 m    | verspringen          | Rosanne Corneille     | 5,90 m    |
| Luc Carlier        | 15,07 m   | hink-stap-springen   | -                     | -         |
| Georges Schroeder  | 17,77 m   | kogelstoten          | Brigitte De Leeuw     | 14,41 m   |
| Georges Schroeder  | 55,64 m   | discuswerpen         | Maggy Wauters         | 49,76 m   |
| Tony Duchateau     | 74,40 m   | speerwerpen          | Gaby Grotenclaes      | 47,02 m   |
| Jacques Mortier    | 57,70 m   | kogelslingeren       | -                     | -         |

1889 · 
1890 · 
1891 · 
1892 · 
1893 · 
1894 · 
1895 · 
1896 · 
1897 · 
1898 · 
1899 · 
1900 · 
1901 · 
1902 · 
1903 · 
1904 · 
1905 · 
1906 ·
1907 ·
1908 · 
1909 · 
1910 · 
1911 · 
1912 · 
1913 · 
1914 · 
1919 · 
1920 · 
1921 · 
1922 · 
1923 · 
1924 · 
1925 · 
1926 · 
1927 · 
1928 · 
1929 · 
1930 · 
1931 · 
1932 · 
1933 · 
1934 · 
1935 · 
1936 · 
1937 · 
1938 · 
1939 · 
1940 · 
1941 · 
1942 · 
1943 · 
1944 · 
1945 · 
1946 · 
1947 · 
1948 · 
1949 · 
1950 · 
1951 · 
1952 · 
1953 · 
1954 · 
1955 · 
1956 · 
1957 · 
1958 · 
1959 · 
1960 · 
1961 · 
1962 · 
1963 · 
1964 · 
1965 · 
1966 · 
1967 · 
1968 · 
1969 · 
1970 · 
1971 · 
1972 · 
1973 · 
1974 · 
1975 · 
1976 · 
1977 · 
1978 · 
1979 · 
1980 · 
1981 · 
1982 · 
1983 · 
1984 · 
1985 · 
1986 · 
1987 · 
1988 · 
1989 · 
1990 · 
1991 · 
1992 · 
1993 · 
1994 ·
1995 · 
1996 · 
1997 · 
1998 · 
1999 · 
2000 · 
2001 · 
2002 · 
2003 · 
2004 · 
2005 · 
2006 · 
2007 · 
2008 · 
2009 · 
2010 · 
2011 · 
2012 · 
2013 · 
2014 · 
2015 · 
2016 · 
2017 · 
2018 · 
2019 · 
2020 · 
2021 · 
2022 · 
2023 · 
2024